# 濟盧佩市鎮
濟盧佩市鎮，曾是拉脫維亞的一個市鎮，設立於2009年，位於該國東南部。人口3799人，面積308.9平方公里，人口密度約12人/km2。
2021年7月1日，濟盧佩市鎮合并至盧扎市鎮。

## 外部連結
- 盧扎市鎮官方網站 （页面存档备份，存于） （拉脱维亚文） （俄文） （英文）